# Dan I (hospodar wołoski)
Dan I (ur. 1354, zm. 23 września 1386) – hospodar wołoski w latach 1383–1386 z dynastii Basarabów.
Był synem hospodara Radu I. Objąwszy tron po śmierci ojca, utrzymywał sojusz z Węgrami i prowadził walki na południowym brzegu Dunaju z zamiarem opanowania Tyrnowa, stolicy naciskanego od południa przez Turków bułgarskiego cara Iwana Szyszmana. Początkowo odnosił pewne sukcesy, wkrótce jednak poległ w walce.
W 1385 potwierdził dokonane przez jego wuja Władysława nadanie 40 rodzin cygańskich klasztorowi Świętemu Antoniego w Wodicy; jest to pierwsza wzmianka na temat Cyganów na terenie dzisiejszej Rumunii.
Był ojcem hospodara Dana II oraz być może hospodara Włada I Uzurpatora. Tron objął po nim brat Mircza Stary.

## Literatura
- J. Demel: Historia Rumunii. Wrocław – Warszawa – Kraków: Zakład Narodowy im. Ossolińskich – Wydawnictwo, 1970, s. 116.
- J. Rajman: Encyklopedia średniowiecza. Kraków: Wydawnictwo Zielona Sowa, 2006, s. 225. ISBN 83-7435-263-9.